# Hans Carlsohn
Hans Carlsohn, nemški general in politik, * 2. december 1928, † 18. julij 2006.
Carlsohn je bil osebni referent Ericha Mielka in nato od leta 1971 naprej vodja Sekretariata Ministrstva za državno varnost Nemške demokratične republike.